# Turlupin
Turlupin, nome d'arte di Henri Le Grand (Belleville, 1583 – Parigi, 1634), è stato un attore teatrale francese, considerato uno dei maggiori comédien della sua epoca.

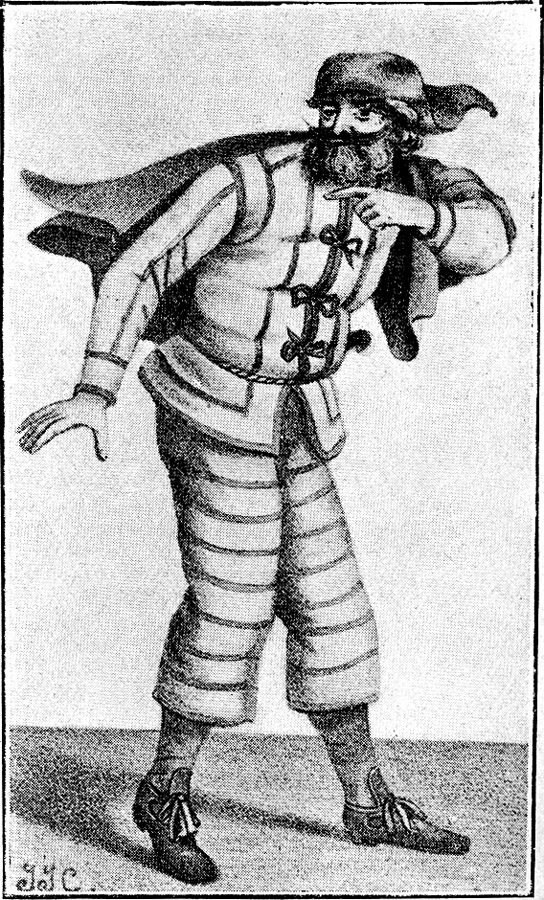
Turlupin

Aveva iniziato la sua carriera come cantambanco assieme agli amici Gros-Guillaume e Gaultier-Garguille, che usavano esibirsi poco distante dal Pont Neuf.
Recitava indossando un ampio mantello e un cappello a larghe tese. Il volto era quasi nascosto da baffi e barba. Dopo aver montato un piccolo palco nella piazza di qualche paese, rallegrava la gente minuta con le sue farse, volgari e di cattivo gusto. Riuscì però con il tempo a calcare tutti i principali palcoscenici dei teatri comici di Francia.
Solo in seguito riuscì ad entrare nella compagnia del Théâtre de l'hôtel de Bourgogne, dove dal 1615 al 1625 recitò assieme ai suoi due compagni.
Il suo personaggio era quello del servo astuto e scroccone. 
Dei tre personaggi è quello che più si avvicina alle maschere italiane, in particolar modo a Brighella, in quanto inventore di mille tranelli.
Egli infatti è famoso per la costruzione di scherzi e trappole, in cui cadono Gros-Guillaume e Gaultier-Garguille.
Turlupin era molto apprezzato dal pubblico plebeo che si riconosceva nella crudeltà della sua satira e restava affascinato dalla complicata costruzione delle turlupinades.
Dal suo pseudonimo derivarono numerosi vocaboli: turlupin prese a indicare il pagliaccio che assieme a Brighella è l'emblema della commedia dell'arte, mentre turlupinades erano detti gli scherzi e le freddure (ma anche i giochi di parole e gli equivoci che ne derivavano), così come turlupiner voleva dire beffare. Con il passare del tempo, dall'innocente canzonatura, il termine ha assunto il più pesante significato di imbrogliare o raggirare qualcuno approfittando della sua buona fede o ingenuità. Anche in italiano, col medesimo significato, è entrato nell'uso comune il termine turlupinare.
Nonostante Henri Le Grand fosse diventato famoso interpretando questo personaggio così satirico e vicino alla fantasia popolare, egli non disdegnava ruoli più impegnativi e solenni nelle tragedie regolari. In queste occasioni però assumeva lo pseudonimo di Belleville.